# Brandon Flowers
Brandon Flowers (Las Vegas, 21 juni 1981) is een Amerikaanse zanger en toetsenist. Hij werd vooral bekend als frontman van rockband The Killers.

## Biografie
Flowers werd op 21 juni 1981 geboren in Las Vegas, Nevada (Verenigde Staten) en is opgegroeid in het dorp Nephi, Utah. Zijn vader werkte in een kruidenierswinkel, zijn moeder in een fastfoodrestaurant. Hij is de jongste van zes kinderen.
Nadat hij op zijn zeventiende school verliet, oefende hij verschillende baantjes uit, zoals piccolo in een hotel. Tijdens deze periode was hij kortstondig lid van de band Blush Response. Hierna stichtte hij, samen met Dave Keuning, The Killers. Later sloten Ronnie Vannucci en Mark Stoermer zich aan bij de band. Het was zijn oudste broer die hem warm maakte voor de muziekwereld.
Flowers is op 2 augustus 2005 getrouwd met Tana Mundkowsky op een strand in Hawaï. Op 14 juli 2008 beviel Tana van een zoon. Op 28 juli 2009 werd hun tweede zoon geboren. Flowers en zijn band worden als een symbool van metroseksualiteit gezien.
Flowers is een sterke aanhanger van de Mormoonse kerk. In 2011 verscheen een getuigenis op Mormon.org waarin Flowers verklaart nog erg gebonden te zijn aan de mormoonse kerk.
Flowers heeft een voorliefde voor muziek van de jaren 80.
Op Pinkpop 2009 zong Flowers, zichtbaar onder de indruk, samen met Bruce Springsteen het nummer Thunder Road. Eerder die dag, 30 mei, verzorgde Flowers samen met The Killers een optreden. Springsteen zou van de zijkant hebben meegekeken en na afloop Flowers hebben uitgenodigd voor het duet.
Flowers staat bekend om zijn expressieve dansbewegingen. Flowers won in 2005 de NME Magazine Awards voor "Best Dressed" en "Sexiest Man".

### Solocarrière
Nadat The Killers had aangekondigd een pauze te nemen, maakte Flowers plannen voor een korte solocarrière. Het album Flamingo werd op 6 september 2010 uitgegeven in het Verenigd Koninkrijk en op 14 september in de Verenigde Staten. Voorafgaand was al een single uitgebracht, Crossfire, die een internationale hit werd. 
In maart 2015 verscheen Can't Deny My Love, de eerste single van Flowers' tweede album The Desired Effect. Het album kwam uit op 18 mei en een dag later startte hij een tournee ter promotie dit album. Op 16 november van hetzelfde jaar werd deze tour afgesloten in Londen. In het Verenigd Koninkrijk bereikten beide solo-albums van Flowers de eerste plaats in de UK Albums Chart en een gouden status.

## Discografie

### Albums
| Album met eventuele hitnotering(en) in de Nederlandse Album Top 100 | Datum van verschijnen | Datum van binnenkomst | Hoogste positie | Aantal weken | Opmerkingen |
| ------------------------------------------------------------------- | --------------------- | --------------------- | --------------- | ------------ | ----------- |
| Flamingo                                                            | 03-09-2010            | 11-09-2010            | 4               | 13           |             |
| The Desired Effect                                                  | 14-05-2015            | 16-05-2015            | 16              | 5            |             |

| Album met hitnotering(en) in de Vlaamse Ultratop 200 albums | Datum van verschijnen | Datum van binnenkomst | Hoogste positie | Aantal weken | Opmerkingen |
| ----------------------------------------------------------- | --------------------- | --------------------- | --------------- | ------------ | ----------- |
| Flamingo                                                    | 2010                  | 11-09-2010            | 24              | 8            |             |
| The Desired Effect                                          | 2015                  | 23-05-2015            | 15              | 9            |             |

### Singles
| Single met eventuele hitnotering(en) in de Nederlandse Top 40 | Datum van verschijnen | Datum van binnenkomst | Hoogste positie | Aantal weken | Opmerkingen                 |
| ------------------------------------------------------------- | --------------------- | --------------------- | --------------- | ------------ | --------------------------- |
| Crossfire                                                     | 21-06-2010            | 14-08-2010            | 19              | 8            | Nr. 22 in de Single Top 100 |
| Only the Young                                                | 25-10-2010            | 20-10-2010            | tip8            | -            | Nr. 68 in de Single Top 100 |

| Single met hitnotering(en) in de Vlaamse Ultratop 50 | Datum van verschijnen | Datum van binnenkomst | Hoogste positie | Aantal weken | Opmerkingen |
| ---------------------------------------------------- | --------------------- | --------------------- | --------------- | ------------ | ----------- |
| Crossfire                                            | 2010                  | 10-07-2010            | tip3            | -            |             |
| Only the Young                                       | 2010                  | 04-12-2010            | tip40           | -            |             |
| Can't Deny My Love                                   | 2015                  | 25-04-2015            | tip27           | -            |             |
| I Can Change                                         | 2015                  | 27-06-2015            | tip27           | -            |             |

- Bibliothèque nationale de France: cb162514074 (data)
- Gemeinsame Normdatei: 135438225
- International Standard Name Identifier: 0000 0001 1494 115X
- Library of Congress Control Number: n2007003532
- MusicBrainz: 5b9dc76b-8574-4cb5-9496-ab1bc0d35c29
- Nationale Bibliotheek van Tsjechië: xx0077587
- Virtual International Authority File: 80183865
- WorldCat: E39PBJmHJdjt9vgBBqbbb69JjC